# Waischenfeld
Waischenfeld (pronunciación en alemán: /ˈvaɪ̯ʃn̩ˌfɛlt/ⓘ) es un municipio situado en el distrito de Bayreuth, en el estado federado de Baviera (Alemania), con una población a finales de 2016 de unos 3069 habitantes.
Se encuentra ubicado al norte del estado, en la región de Alta Franconia, en pleno corazón de la región conocida como la Suiza Francona.